# Coralaxius galapagensis
Coralaxius galapagensis är en kräftdjursart som beskrevs av Brian Frederick Kensley 1994. Coralaxius galapagensis ingår i släktet Coralaxius och familjen Axiidae. Inga underarter finns listade i Catalogue of Life.